# Oryza australiensis
Oryza australiensis är en gräsart som beskrevs av Karel Domin. Oryza australiensis ingår i släktet rissläktet, och familjen gräs. Inga underarter finns listade i Catalogue of Life.